# Stazione di Ōmi (Niigata)
La stazione di Ōmi (青海駅?, Ōmi-eki) è una stazione ferroviaria della città di Itoigawa della prefettura di Niigata, in Giappone.
A partire dal 2015 la gestione della stazione verrà ceduta dalla JR West alla società ferroviaria Ferrovia Echigo Tokimeki in concomitanza con l'apertura dell'estensione dello Hokuriku Shinkansen da Nagano a Kanazawa. La linea ferroviaria sarà soprannominata linea Nihonkai Hisui.

## Linee
JR West
■ Linea principale Hokuriku

## Struttura
La stazione è costituita da due marciapiedi a isola con due binari passanti in superficie. Il fabbricato viaggiatori, contenente sala d'attesa e biglietteria presenziata e automatica, dà accesso ai marciapiede tramite passerella. I binari 3-4 sono impiegati dai servizi merci, tuttavia dal marzo 2008 non vengono più effettuati servizi regolari. A sud della stazione è presente un'area di stoccaggio merci.
| 1   | ■ Linea principale Hokuriku | per Toyama e Kanazawa  |
| 2   | ■ Linea principale Hokuriku | per Itoigawa e Naoetsu |
| 3-4 | Servizi merci               | Servizi merci          |

## Stazioni adiacenti
| 《                        | Servizio                  | 》                        |
| Linea principale Hokuriku | Linea principale Hokuriku | Linea principale Hokuriku |
| ------------------------- | ------------------------- | ------------------------- |
| Oyashirazu                | -                         | Itoigawa                  |